# Bedingte Strafnachsicht
Unter bedingter Strafnachsicht wird im österreichischen Strafrecht die Entscheidung eines Gerichts verstanden, eine verhängte Strafe für eine bestimmte Zeit („Probezeit“) nicht oder nur zum Teil („teilbedingt“) zu vollstrecken. So wird entweder die gesamte Strafe oder ein Teil davon bedingt nachgesehen. Während der Probezeit hat der Verurteilte die Gelegenheit, das in ihn gesetzte Vertrauen zu rechtfertigen. Wird er innerhalb der Probezeit nicht rückfällig, wird die Strafe endgültig nachgesehen, d. h. nicht vollstreckt. 

## Gesetzliche Lage
Die bedingte Strafnachsicht ist aus juristischer Sicht nicht, wie vielfach geglaubt oder in den Medien dargestellt, eine Strafart neben bzw. statt einer Geld- oder Freiheitsstrafe („Bewährungsstrafe“, „bedingte Strafe“), es wird lediglich die Vollstreckung der Strafe zur Bewährung ausgesetzt. Der eigentliche Strafausspruch besteht trotzdem.
Die bedingte Strafnachsicht ist in den §§ 43 bis 56 StGB geregelt. Zu den wichtigsten Varianten dieses Rechtsinstituts zählen die bedingte Nachsicht der gesamten Strafe, nur eines Teils der Strafe, einer vorbeugenden Maßnahme sowie die bedingte Entlassung aus einer Freiheitsstrafe.
Spricht ein Gericht keine bedingte Strafnachsicht aus, so wird dies als unbedingte Strafe bezeichnet.
Seit 1. Jänner 2020 können Strafen wegen Vergewaltigung nicht mehr bedingt nachgesehen werden (§ 43 Abs. 3 StGB).

### Bedingte Nachsicht der gesamten Strafe
Wird jemand zu einer zwei Jahre nicht übersteigenden Freiheitsstrafe verurteilt, so hat ihm das Gericht die Strafe unter Bestimmung einer Probezeit von mindestens einem und höchstens drei Jahren bedingt nachzusehen, wenn
- anzunehmen ist, dass die bloße Androhung der Vollziehung allein oder in Verbindung mit anderen Maßnahmen genügen wird, um ihn von weiteren strafbaren Handlungen abzuhalten, und
- es nicht der Vollstreckung der Strafe bedarf, um der Begehung strafbarer Handlungen durch andere entgegenzuwirken.

Dabei sind insbesondere die Art der Tat, die Person des Rechtsbrechers, der Grad seiner Schuld, sein Vorleben und sein Verhalten nach der Tat zu berücksichtigen (§ 43 StGB).
Voraussetzung für die bedingte Nachsicht einer Strafe ist somit, dass der Nachsicht weder spezial- noch generalpräventive Erwägungen entgegenstehen: Ist das Gericht also der Auffassung, dass die Vollstreckung der Strafe notwendig ist, um entweder den Täter selbst oder andere Personen von der Begehung (weiterer) Straftaten abzuhalten, darf es die Strafe nicht bedingt nachsehen, sondern hat sie unbedingt auszusprechen.
Bedingte Strafnachsicht bedeutet daher im Ergebnis, dass der Verurteilte (zunächst) die Freiheitsstrafe nicht antreten muss.
In jedem Fall der bedingten Strafnachsicht hat das Gericht eine Probezeit zu bestimmen. Wird der Täter während dieser Zeit neuerlich wegen einer Straftat verurteilt, so hat das verurteilende Gericht die bedingte Strafnachsicht zu widerrufen, wenn dies geboten erscheint, um den Rechtsbrecher von weiteren strafbaren Handlungen abzuhalten. Der Täter hat in diesem Fall also die (zunächst bedingt nachgesehene und nun widerrufene) Freiheitsstrafe zu verbüßen. Wird die Nachsicht nicht widerrufen, so ist die Strafe endgültig nachzusehen.
Zusätzlich zur bedingten Strafnachsicht kann das Gericht immer Weisungen erteilen oder Bewährungshilfe anordnen (§ 50 ff StGB).
Bis 31. Dezember 2010 konnten auch Geldstrafen gänzlich bedingt nachgesehen werden.

### Bedingte Nachsicht eines Teils der Strafe
§ 43a StGB stellt ein sehr ausdifferenziertes System der bedingten Nachsicht eines Teils der Strafe zur Verfügung.
Folgende Möglichkeiten bestehen:
1. Verhängt das Gericht nur eine Geldstrafe und liegen die Voraussetzungen für eine bedingte Strafnachsicht (siehe oben) für einen Teil der Strafe vor, so hat das Gericht diesen Teil, höchstens aber drei Viertel der gesamten Strafe, bedingt nachzusehen.
2. Wäre eine Freiheitsstrafe von mehr als sechs Monaten, aber nicht mehr als zwei Jahren zu verhängen und liegen nicht die Voraussetzungen für eine bedingte Nachsicht der ganzen Strafe vor, so ist an Stelle eines Teiles der Freiheitsstrafe auf eine Geldstrafe bis zu 720 Tagessätzen zu erkennen, wenn im Hinblick darauf der verbleibende Teil der Freiheitsstrafe nach § 43 bedingt nachgesehen werden kann.
3. Wird eine Freiheitsstrafe von mehr als sechs Monaten, aber nicht mehr als zwei Jahren verhängt und kann, insbesondere im Hinblick auf frühere Verurteilungen des Täters, weder die ganze Strafe bedingt nachgesehen noch nach Punkt 2 vorgegangen werden, so ist unter den Voraussetzungen des § 43 ein Teil der Strafe bedingt nachzusehen. Der nicht bedingt nachgesehene Teil der Strafe muss mindestens einen Monat und darf nicht mehr als ein Drittel der Strafe betragen.
4. Wird eine Freiheitsstrafe von mehr als zwei, aber nicht mehr als drei Jahren verhängt und besteht eine hohe Wahrscheinlichkeit, dass der Täter  keine weiteren strafbaren Handlungen begehen werde, so ist unter den Voraussetzungen des § 43 ein Teil der Strafe bedingt nachzusehen. Auch hier muss der nicht bedingt nachgesehene Teil der Strafe mindestens einen Monat und darf nicht mehr als ein Drittel der Strafe betragen.

## Rechtslage außerhalb Österreichs
Ähnlich, im Wesentlichen nur terminologisch abweichend (Strafaussetzung zur Bewährung), ist die Rechtslage in Deutschland. Auch dort können Freiheitsstrafen von bis zu zwei Jahren zur Bewährung ausgesetzt werden. Hinsichtlich einer nicht verhängten, sondern nur vorbehaltenen Geldstrafe spricht man von einer Verwarnung mit Strafvorbehalt.
Auch die Schweiz kennt die bedingte Strafe.